# English Rose
Albums de Fleetwood Mac
Mr. Wonderful
(1968) The Pious Bird of Good Omen
(1969)
English Rose est la première compilation du groupe blues rock britannique Fleetwood Mac. Elle est sortie uniquement aux États-Unis au début de l'année 1969.
Elle comprend quatre titres de l'album Mr. Wonderful (non paru aux États-Unis), trois titres extraits de singles, deux provenant de l'album à paraître Then Play On, et un inédit. Une compilation plus ou moins équivalente est sortie au Royaume-Uni quelques mois plus tard sous le titre The Pious Bird of Good Omen.
Sa pochette est une photo du batteur Mick Fleetwood vêtu en drag queen.

## Titres
| 1. | Stop Messin' Round (en) | Clifford Adams, Peter Green | 2:22 |
| 2. | Jigsaw Puzzle Blues     | Danny Kirwan                | 1:36 |
| 3. | Doctor Brown            | J.T. Brown, W. Glasco       | 3:46 |
| 4. | Something Inside of Me  | Danny Kirwan                | 3:57 |
| 5. | Evenin' Boogie          | Jeremy Spencer              | 2:42 |
| 6. | Love That Burns         | Clifford Adams, Peter Green | 5:05 |

| 7.  | Black Magic Woman | Peter Green    | 2:48 |
| 8.  | I've Lost My Baby | Jeremy Spencer | 4:17 |
| 9.  | One Sunny Day     | Danny Kirwan   | 3:12 |
| 10. | Without You       | Danny Kirwan   | 4:40 |
| 11. | Coming Home       | Elmore James   | 2:40 |
| 12. | Albatross         | Peter Green    | 3:09 |

## Musiciens
- Peter Green : chant, guitare, harmonica
- Jeremy Spencer : chant, guitare slide
- Danny Kirwan : chant, guitare électrique
- John McVie : basse
- Mick Fleetwood : batterie